# École préparatoire de l'Académie navale
L'école préparatoire de l'Académie navale (Naval Academy Preparatory School ou NAPS) est située sur la base navale de Newport, dans le Rhode Island. La mission de l'école est de renforcer les bases morales, mentales et physiques des candidats aspirants afin de les préparer à réussir à l'Académie navale des États-Unis.

## Histoire
L'école préparatoire de l'Académie navale est la quatrième plus ancienne école de la marine ; seuls le Naval War College, la Naval Postgraduate School et l'U.S. Naval Academy à Annapolis, sont plus anciens. Les classes préparatoires ont commencé dès 1915.
En 1918, le secrétaire de la marine, Josephus Daniels, a signé une disposition prévoyant que jusqu'à cent marins de la flotte pouvaient être admis à l'Académie. En raison du caractère difficile de l'examen d'entrée à l'Académie navale, le sous-secrétaire de la Marine de l'époque, Franklin D. Roosevelt, a également permis la création d'une école pour préparer les marins à l'entrée.
Les premières classes officielles ont été créées à base navale de Newport dans le Rhode Island et à celle de Treasure Island à San Francisco en Californie en 1920. Un an plus tard, les écoles ont été déplacées à Norfolk, en Virginie, et à San Diego, en Californie. Les classes de San Diego ont ensuite été supprimées et les classes de la NAPS sont restées uniquement à Norfolk jusqu'en 1942, date à laquelle la nouvelle école préparatoire de l'Académie navale a ouvert ses portes à Newport.
Au début de 1943, le NAPS s'est installé au centre d'entraînement naval Bainbridge (en), à Port Deposit, au Maryland, une installation de plusieurs centaines d'hectares située près de la rivière Susquehanna, sur l'ancien campus de l'école Tome, à quelque 64 km au nord-est de Baltimore. Le NAPS est retourné à Newport alors que le Bainbridge Center était temporairement inactif pendant une période de quinze mois vers 1950. Lorsque Bainbridge a été réactivé en 1951 à cause de la guerre de Corée, l'école préparatoire y est retournée. En août 1974, le NAPS est retourné à son siège permanent à Newport.
De 1915 à 1968, le NAPS était exclusivement destiné aux marins et aux marines officiers, qui ne disposait pas des bases académiques nécessaires pour les rigueurs de l'Académie navale des États-Unis. En 1968, les premiers hommes enrôlés directement ont été admis à la NAPS. À la suite de l'autorisation donnée par le Congrès aux femmes de fréquenter toutes les académies de service militaire, elles ont été admises en 1976.
Bien que le NAPS serve principalement d'institution pour préparer les candidats aspirants à l'Académie navale des États-Unis, de 1958 à 2008 et de 2016 à nos jours, il a également commencé à préparer les candidats aspirants à l'Académie de l'armée de l'air des États-Unis (1958-1961), à l'Académie des gardes-côtes des États-Unis (1979-2008, 2016 à ce jour) et les candidats aspirants à l'Académie de la marine marchande des États-Unis (1991 à 2004).

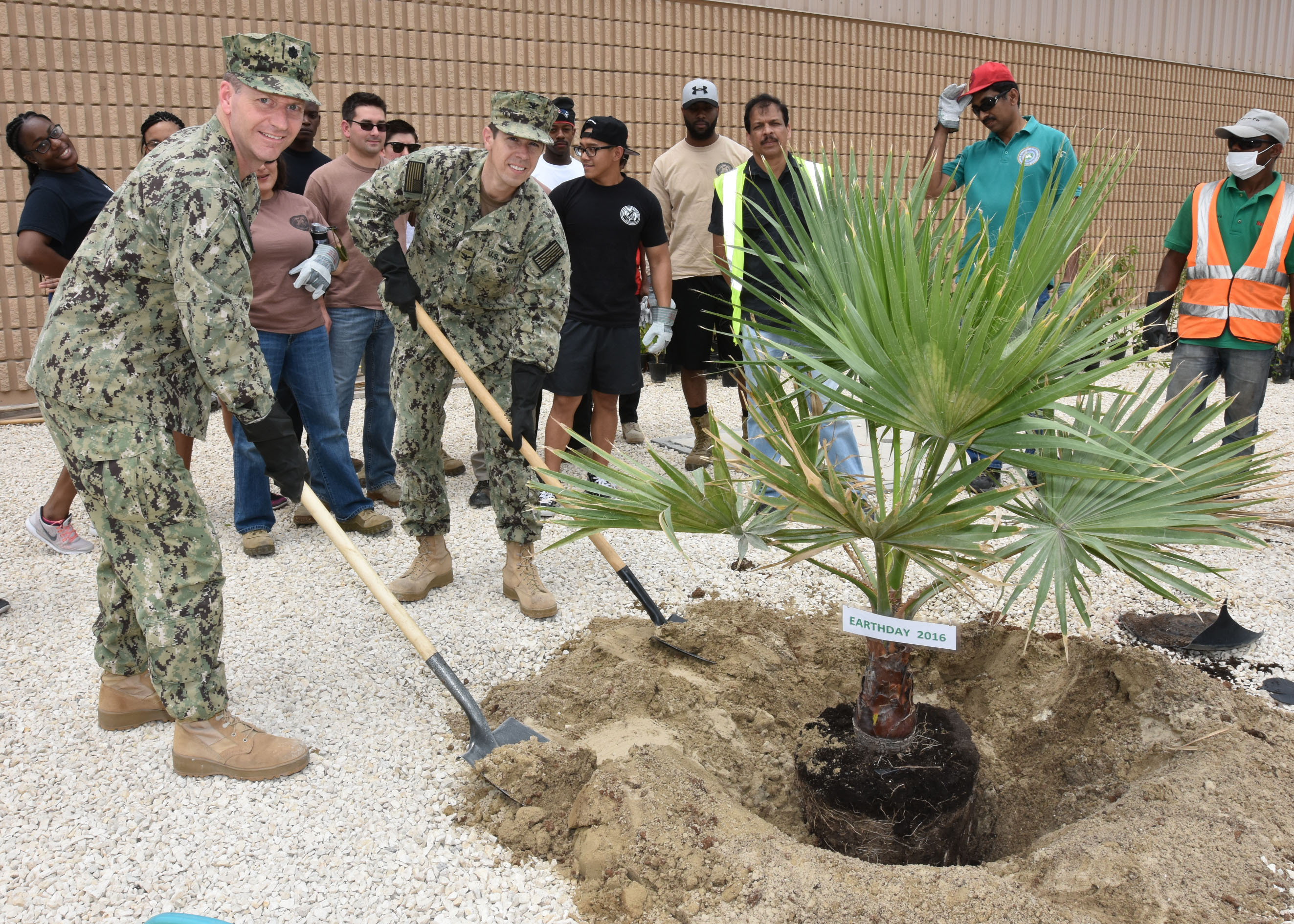
CAPT Cory Howes, USN in Bahrain

En 2006, l'école préparatoire de l'Académie navale a baptisé son dortoir nouvellement construit en l'honneur de son ancien élève, le colonel John Ripley (en). Le Ripley Hall est situé au 440 Meyerkord Avenue à Newport, Rhode Island.